# Daniel Hrnčiřík
Daniel Hrnčiřík (* 24. října 1972 Zlín) je český kytarista a zakládající člen zlínské skupiny Premier.

## Život
V roce 1992 založil spolu s Jaroslavem Bobowským, s nímž do té doby působil v punkové formaci Attak, skupinu Premier. Skupina Premier je známá řadou hitů české hudební scény z nich nejznáměstí je zřejmě píseň Hrobař z roku 1995. Hraje na basovou kytaru značky MusicMan Stingray 5 HH Black a Akustic Bass Furch 4, používá basový aparát Mesa Boogie PowerHouse P212-A 2x12, zesilovač Mesa Boogie Carbine M3. Je otcem dvou dcer: Amélky a Marielky. Pracuje jako svobodný umělec.